# Verbascum creticum
Verbascum creticum är en flenörtsväxtart som först beskrevs av Carl von Linné, och fick sitt nu gällande namn av Antonio José Cavanilles. Verbascum creticum ingår i släktet kungsljus, och familjen flenörtsväxter. Inga underarter finns listade i Catalogue of Life.